# 지급시

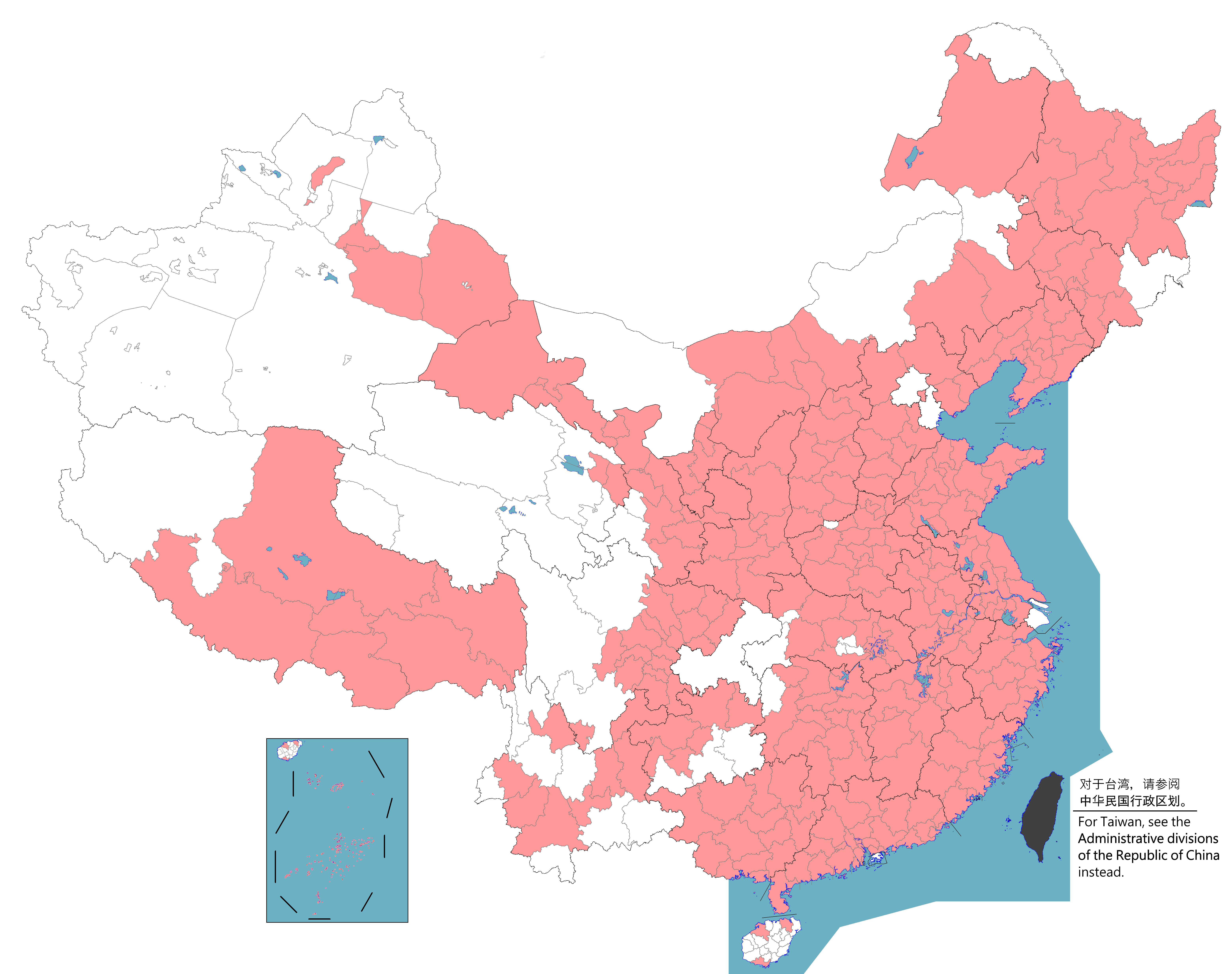

지급시(중국어: 地级市, 병음: dìjí shì)는 중화인민공화국의 행정 구역 단위로, 지구, 자치주, 맹과 함께 2급 행정 단위에 속한다. 성과 현 사이의 행정 구역으로,  1983년 11월 5일 지급시 제도가 도입되었다.

## 개요
대부분의 2급 행정 단위는 지급시이다. 중화인민공화국의 22개 성과 5개 자치구 중 5개 성(간쑤성, 구이저우성, 쓰촨성, 윈난성, 지린성, 칭하이성, 허베이성, 헤이룽장성, 후난성)과 2개 자치구(내몽골, 신장, 티베트) 만이 3개 이상의 지급시가 아닌 2급 행정 단위(자치주, 지구, 맹)를 가지고 있다.
지급시는 다시 시할구, 현급시, 현 등으로 나뉜다.

## 요건
지구가 지급시로 승격되기 위한 조건은
- 도심지의 인구가 25만을 넘고,
- 지구의 총생산량(GDP)이 2억 위안을 넘으며,
- 3차 산업의 생산량이 1차 산업을 능가하고,
- 전체의 35% 이상을 차지해야 한다.

바오딩(허베이성), 저우커우(허난성), 난양(허난 성), 린이(산둥 성) 등이 가장 큰 지급시이며, 직할시인 톈진보다도 인구가 많다.
지급시 중에서 큰 15개 시는 부성급시로 지정되었다.